# 賈母
賈母，誥命稱史太君，中國古典小說《紅樓夢》中的主要角色之一，賈家主母，賈代善的妻子，人稱「老太太」、「老祖宗」，為賈府的掌門人。賈赦、賈政、賈敏的母親，賈寶玉的奶奶，林黛玉的外婆，史湘雲是其娘家的姪孫女。
賈母娘家史氏，與賈、王、薛家同為金陵四大家族。且其為保齡侯之女，族中另有忠靖侯，一門兩侯、數世襲爵，史家的名望勢力與文化水平俱高。出身詩禮簪纓之族，史太君自幼見多識廣，極具智慧涵養，書中多處可見其藝術賞鑒的清雅脫俗。出嫁後掌握賈家的威信，曾躬逢金陵接駕的盛典，是榮國府家政的主持人，大禮嚴格，小節靈活，通權達變，惜老憐貧。其亦對小輩、姑娘們充滿了疼愛與關懷，包攬教養了賈家榮、寧兩府的孫女兒，以及年幼父母雙亡的外孫女林黛玉、姪孫女史湘雲。

## 丫鬟
- 鴛鴦：金姓，賈母得力的貼身大丫鬟，深得眾人信任，因此在賈府的丫鬟中有很高的地位，甚至主子們也很尊敬她，必要時，也會經由她，借賈母財物周轉。個性直烈不屈，賈赦曾脅迫其屈從為小妾，鴛鴦氣得要剪髮出家，或者一死，賈赦後被賈母訓斥。賈母去世後，鴛鴦自知逃不過賈赦威逼而自盡。

- 鸚哥：丫鬟。

- 珍珠：丫鬟。補原花珍珠（花襲人）之位。

- 琥珀：大丫鬟。

- 翡翠：丫鬟。

- 玻璃：丫鬟。

- 傻大姐：粗活丫鬟，由於生性愚頑、一無知識而得名。因撿了春囊袋而引發了抄撿大觀園事件，間接促使晴雯被攆出賈府。在序书情节中，她無意將賈寶玉和薛寶釵大婚的消息透露給林黛玉，使黛玉聽後如雷轟頂，惟求速死。有概括言其「一笑死晴雯，一哭死黛玉」[來源請求]，在書中兩次出現都至關重要。

## 两个生日
- 第六十二回，探春说：“过了灯节，就是老太太和宝姐姐。”
- 第七十一回，因今岁八月初三日乃贾母八旬之庆，又因亲友全来，恐筵宴排设不开，便早同贾赦及贾珍贾琏等商议，议定于七月二十八日起至八月初五日止荣宁两处齐开筵宴，宁国府中单请官客，荣国府中单请堂客，大观园中收拾出缀锦阁并嘉荫堂等几处大地方来作退居。